# مايك جونسون
مايك جونسون (بالإنجليزية: Mike Johnson)‏ (4 أكتوبر 1933 يورك المملكة المتحدة - 19 يوليو 2004 ولونغونغ أستراليا) هو لاعب كرة قدم أسترالي.

## روابط خارجية
- مايك جونسون على موقع قاعدة بيانات كرة القدم.إي يو (الإنجليزية)
- مايك جونسون على موقع عالم كرة القدم.نت (الإنجليزية)